# Li-jen Sun
Li-jen Sun (en chino tradicional, 孫立人; en chino simplificado, 孙立人; pinyin, Sūn Lìrén; Jinnu, Liujiang, Chaohu, Anhui, República Popular China, el 8 de diciembre de 1900 - Taichung, Taiwán, República de China, el 19 de noviembre de 1990) fue un general del Kuomintang, más conocido por su liderazgo en la segunda guerra sino-japonesa y la guerra civil china. Sus logros le valieron el apodo de  Rommel del Este. Su 1.er Ejército fue reputado como el «mejor ejército del mundo», y reconocido por derrotar a la mayoría de las tropas japonesas. También era conocido como Sun Chung-neng (孙仲 能, Sun Zhongneng) y su nombre de cortesía era Sun Fu-min (孙抚民, Sun Fǔmín).
Li-jen Sun nació en el pueblo de Jinnu, Condado de Lujiang, prefectura de Chaohu, provincia de Anhui. Durante el Movimiento del Cuatro de Mayo, fue parte de los Scouts que marcharon a la plaza de Tiananmen. En 1919 se casó con Gong Xitao (龚 夕 涛) y en 1920 fue admitido en la Universidad Tsinghua, en la carrera de ingeniería civil. Sun jugó baloncesto allí, convirtiéndose en una estrella. Él condujo al equipo chino a ganar la medalla de oro en 1921, en el campeonato de básquetbol de los V Juegos del Lejano Oriente disputados ese año.
Ingresó al Instituto Militar de Virginia, en los Estados Unidos, mintiendo sobre su edad, agregándose cuatro años, debido a que no cumplía con el requisito de edad para su admisión. Se graduó en 1927 y se unió el Ejército Nacionalista del Departamento de Finanzas, creado por el ministro Sung. Durante la segunda guerra sino-japonesa, y posteriormente en la guerra contra los comunistas chinos en la Guerra Civil  en el noroeste del país, se mostró como un oficial de campo altamente eficaz y un valioso general del ejército de la Kuomintang.

## Segunda guerra sino-japonesa
Sun era coronel y condujo a sus tropas, un Regimiento de Policía Fiscal, en la lucha contra los japoneses, durante la batalla de Shanghái en 1937. Fue gravemente herido por fragmentos de minas. Después de la recuperación de su lesión, Sun llevó a sus tropas de vuelta al frente. Más tarde, el gobierno nacionalista formó Brigada Nacional Salt Gabelle con 8 regimientos. Estas fueron las tropas mejor entrenadas y mejor equipadas del Kuomintang. Cuatro de estos regimientos formarán más tarde parte de la Nueva 38.ª División del ejército chino, con Sun como comandante general. Su centro de formación se encuentrabaa en Duyun, en la provincia de Guizhou.
Después de dos años de entrenamiento, la nueva 38.ª división de Sun formaban parte de las fuerzas de Chiang Kai-shek enviados a Birmania para proteger a la carretera de Birmania al mando del general Du Yuming. Sun dirigió a las fuerzas chinas que liberaron a 7000 hombres de las fuerzas británicas atrapadas por los japoneses en la batalla de Yenangyaung. Aunque no pudo detener el corte de la carretera por parte de los japoneses, Sun se ganó el respeto del general William Slim, Comandante del 14.º Ejército británico. Sun y su división se retiraron a la India y se convirtieron en una parte de la X-Force, fuerza china bajo el mando de Joseph Stilwell, general estadounidense, que fuera comandante en jefe de todas las fuerzas chinas y estadounidenses apostados en China, India y Birmania. En 1943, la división de Sun sirvió como punta de lanza con la que Stilwell reconquistó de Birmania del Norte, y pudo volver a establecer la ruta terrestre a China por la ruta de Ledo.